# Марк Помпоний Меций Проб
Марк Помпоний Меций Проб (лат. Marcus Pomponius Maecius Probus) — римский государственный деятель первой половины III века.

## Биография
Проб происходил из рода Помпониев. Его отцом был легат пропретор Ближней Испании Марк Меций Проб, а матерью — Помпония Ария. О карьере Меция ничего неизвестно, кроме того, что он занимал должность ординарного консула в 228 году. Его коллегой был Квинт Айаций Модест Кресцентиан.
Сына Помпония звали Марк Меций Проб.